# Rock Hard Festival
Rock Hard Festival – coroczny festiwal muzyki metalowej i hardrockowej organizowany od 2003 w Gelsenkirchen (Niemcy) przez niemiecki magazyn muzyczny Rock Hard. Pierwsza edycja festiwalu odbyła się z okazji 20-lecia tego czasopisma. Rock Hard Festival ma miejsce w amfiteatrze na 7000 widzów nad kanałem Ren-Herne.

## Historia występów

### 2003

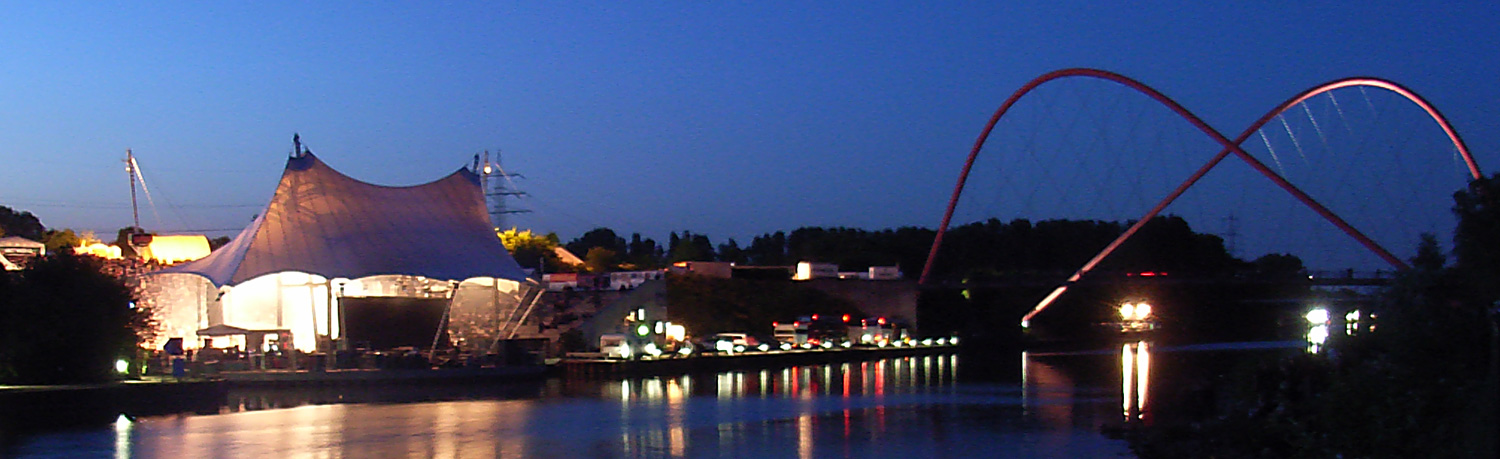
Amfiteatr w Gelsenkirchen

7–8 czerwca 2003 roku
| - Anthrax - Arch Enemy - Blind Guardian - Bolt Thrower - Candlemass - Circle II Circle - Darkane - Doro - God Dethroned | - In Flames - Kreator - Nevermore - Saxon - Sodom - Soilwork - Threshold - Tribe After Tribe - Trouble |  |

### 2004
29–30 maja 2004 roku
| - Dark Tranquillity - Deadsoul Tribe - Desaster - Destruction - Exodus - Gamma Ray | - Gluecifer - Krokus - Illdisposed - In Extremo - Into Eternity - Machine Head | - Metal Church - Naglfar - Pink Cream 69 - Rage - Stratovarius - Thunderstorm |

### 2005
13–15 maja 2005 roku
| - Abandoned - Accept - Amon Amarth - Children of Bodom - Communic - Ensiferum - Girlschool | - Heaven Shall Burn - Hellfueled - Masterplan - Jon Oliva - Overkill - Pretty Maids - Regicide | - Samael - Sentenced - Sonata Arctica - Sunride - Threshold - Unleashed - Wolf |

### 2006

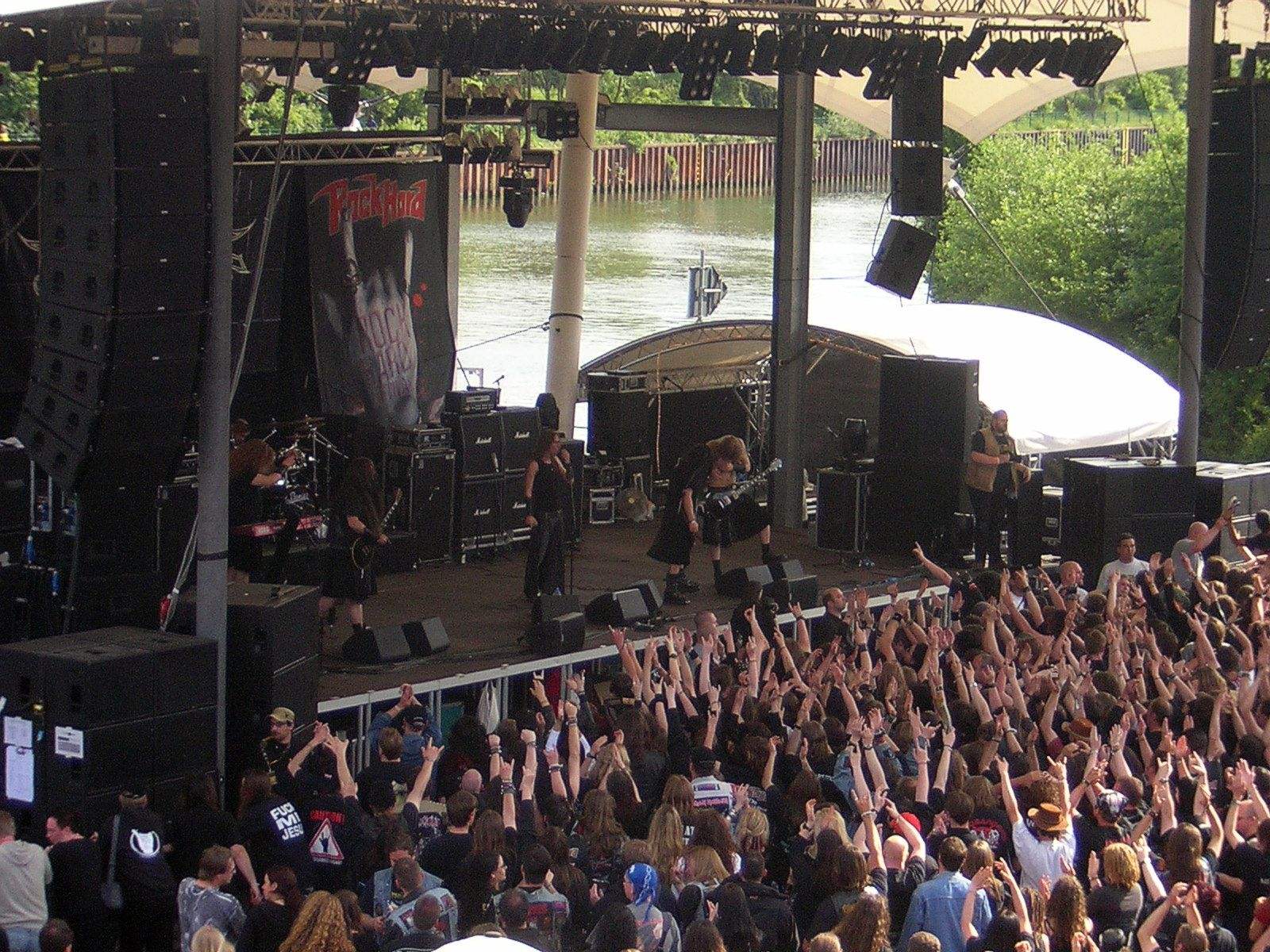
Rock Hard Festival 2006

2–4 czerwca 2006 roku
| - Beyond Fear - Bolt Thrower - Brainstorm - Caliban - Crucified Barbara - Custard - Dio - Edguy - Engel - Evergrey - Fates Warning - Finntroll | - Gojira - Legion of the Damned - Mercenary - Morgana Lefay - Mystic Prophecy - Nevermore - Primordial - Randalica - Sodom - Soilwork - Volbeat |  |

### 2007
25–27 maja 2007 roku
| - Amon Amarth - Armored Saint - Axel Rudi Pell - Bullet - Cataract - Crucified Barbara - Dark Funeral - Death Angel | - Dew-Scented - Grave Digger - Hammerfall - Hardcore Superstar - Heaven Shall Burn - Korpiklaani - Maroon - Metal Inquisitor | - Paul Di’Anno - Ross The Boss - Sabaton - Spock’s Beard - Tankard - Thin Lizzy - Turisas - Vader |

### 2008
9–11 maja 2008 roku
| - Die Apokalyptischen Reiter - Amorphis - The Claymore - Enemy of the Sun - Enslaved - Exciter - Exodus | - Iced Earth - Helstar - Immortal - Jorn - Lake of Tears - Moonsorrow - Napalm Death | - Paradise Lost - Sieges Even - The Sorrow - Testament - Volbeat - Y&T |

### 2009
29–31 maja 2009 roku
| - Angel Witch - Audrey Horne - Bullet - Children of Bodom - D-A-D - Deströyer 666 - Dragonforce - Evocation | - Firewind - Forbidden - Grand Magus - Hail of Bullets - Heathen - Jag Panzer - Jon Oliva's Pain | - Opeth - Prong - Sacred Reich - Saxon - Tracedawn - UFO - Witchburner |

### 2010
21–23 maja 2010 roku
| - Accept - Artillery - Bloodbath - Bulldozer - Crashdiet - Evile - Exhorder - Katatonia | - Keep of Kalessin - Ketzer - Kreator - Necros Christos - Nevermore - Orden Ogan - Orphaned Land | - Rage - Raven - Sabaton - Sacred Steel - Sonata Arctica - The Devil’s Blood - Virgin Steele |